# Гинь, Жозеф де
Жозеф де Гинь (фр. Joseph de Guignes; 1721—1800) — французский востоковед, педагог, переводчик и архивист; профессор сирийского языка в Коллеж де Франс, хранитель древностей в Лувре, член Лондонского королевского общества.

## Биография
Жозеф де Гинь родился 19 октября 1721 года в Понтуазе (северо-западный пригород Парижа) в семье 
Жана-Луи де Гиня и Франсуазы Вайан.
Сравнивая китайские письмена с египетскими и другими, он пришел к убеждению, что китайцы и египтяне — одного происхождения (предположение, еще раньше высказанное Гюэ) и что Китай населен египетскими колонистами. Эту мысль он развил в особом мемуаре; но его опровергли другие ученики Этьена Фурмона, особенно Деготере. 
Главный труд Ж. де Гиня, принёсший ему широкую известность в научных кругах: «Histoire générale des Huns, Turcs, Mogols et autres Tartares occidentaux» (1756—1758, с хронологическими таблицами царствовавших в Азии государей), которому предшествовало «Mémoire historique sur l’origine des Huns et des Turcs» (1748). Эта работа, для которой учёный воспользовался массой китайских и прочих восточных источников, сличенных им с показаниями западных писателей, заключает в себе много ценных сведений, хотя в нём и был высказан ряд предположений, которые позже были опровергнуты или поставлены под сомнение. 
Особенно много споров вызвала его гипотеза о происхождении гуннов. Российский историк Н. М. Карамзин часто цитирует это сочинение; русский ориенталист О. И. Сенковский в 1824 году в Санкт-Петербурге написал к нему дополнение под заглавием: «Supplément à l’histoire générale des Huns etc.». 
Из других трудов учёного наиболее известны следующие: «Abrégé de la vie d’Etienne Fourmont avec la notice de ses ouvrages» (1747); «Principes de composition typographique» (1790); издание Гобилевского перевода «Chou-King» (1771), Амиотовых «L’Eloge de la ville Moukden» (1770) и «L’Art militaire des Chinois» (1771). 
Множество мемуаров Жозефа де Гиня были напечатано в записках Академии надписей и других изданиях; некоторые сочинения оставлены им в рукописи (они перечислены в «Voyage à Peking» его сына, см. ниже), среди которых: «Mémoire sur la commerce des chinois avec les Russes», представленный императору Павлу и «Histoire de la Chine», переведенная из китайских летописей.
Жозеф де Гинь скончался 19 марта 1800 года в столице Франции.
Его сын Кретьен-Луи-Жозеф (1759—1845) пошёл по стопам отца и тоже стал ориенталистом.